# 早蕨
| 源氏物語五十四帖 |        |    |        |
| 各帖のあらすじ   |        |    |        |
| 帖               | 名     | 帖 | 名     |
| 1                | 桐壺   | 28 | 野分   |
| 2                | 帚木   | 29 | 行幸   |
| 3                | 空蝉   | 30 | 藤袴   |
| 4                | 夕顔   | 31 | 真木柱 |
| 5                | 若紫   | 32 | 梅枝   |
| 6                | 末摘花 | 33 | 藤裏葉 |
| 7                | 紅葉賀 | 34 | 若菜   |
| 8                | 花宴   | 35 | 柏木   |
| 9                | 葵     | 36 | 横笛   |
| 10               | 賢木   | 37 | 鈴虫   |
| 11               | 花散里 | 38 | 夕霧   |
| 12               | 須磨   | 39 | 御法   |
| 13               | 明石   | 40 | 幻     |
| 14               | 澪標   | 41 | 雲隠   |
| 15               | 蓬生   | 42 | 匂宮   |
| 16               | 関屋   | 43 | 紅梅   |
| 17               | 絵合   | 44 | 竹河   |
| 18               | 松風   | 45 | 橋姫   |
| 19               | 薄雲   | 46 | 椎本   |
| 20               | 朝顔   | 47 | 総角   |
| 21               | 少女   | 48 | 早蕨   |
| 22               | 玉鬘   | 49 | 宿木   |
| 23               | 初音   | 50 | 東屋   |
| 24               | 胡蝶   | 51 | 浮舟   |
| 25               | 蛍     | 52 | 蜻蛉   |
| 26               | 常夏   | 53 | 手習   |
| 27               | 篝火   | 54 | 夢浮橋 |

「早蕨」（さわらび）は、『源氏物語』五十四帖の巻の一つ。第48帖。第三部の一部「宇治十帖」の第4帖にあたる。巻名は、中君が詠んだ和歌「この春は誰にか見せむ 亡き人の形見に摘める 嶺の早蕨」に因む。

## あらすじ
薫25歳の春の話。
宇治の里にまた春がめぐってきた。父八の宮も姉大君も亡くした中君の元に、父の法の師だった宇治山の阿闍梨から例年通り蕨や土筆が届けられた。中君は阿闍梨の心づくしに涙を落とす。
匂宮は宇治通いが困難なので、二月上旬に中君を京の二条院に迎えることにした。後見人の薫は、中君のために上京の準備に心を配る。上京の前日、薫は宇治を訪れ、中君と大君の思い出を夜更けまで語り合った。匂宮の元へ移る中君がいまさらながら惜しく、薫は後悔の念に駆られた。老女房の弁は大君の死後尼になっていたが、このまま宇治に留まる決心をしていた。
二月七日に二条院に迎えられた中君は匂宮から手厚く扱われる。これを知って、六の君と匂宮の婚儀を目論んでいた夕霧は二十日過ぎに末娘六の君の裳着を決行、薫との縁組を打診したが、薫の対応はそっけなかった。薫に断られた夕霧は「亡くなられた大君といい、生きている中君といい。当代きっての貴公子2人に想われるこの姉妹は…」と、宇治の姉妹に心を奪われ愛娘・六の君に興味を示さない薫と匂宮に不満を抱く。
桜の盛りのころ、薫は二条院を訪れ中君と語り合った。中君に親しく近付く薫に、匂宮は警戒の念を抱く。